# 張僖 (嘉靖進士)
張僖（1507年—？），字廷和，號鳳山，福建汀州府永定縣人，民籍，明朝政治人物。

## 生平
嘉靖十三年（1534年）甲午科應天鄉試第九十二名舉人。嘉靖十七年（1538年）中式戊戌科會試第一百四十二名，登第三甲第一百零七名進士。授中书舍人。

## 家族
曾祖張璘；祖父張紹；父張世弘，母鄭氏。重慶下。兄張侃（訓科）。弟張俊。長子張一源，隆庆丁卯贡。授江西新城县县丞。季子張一瀾，官同安訓導。子張一渶，万历甲戌贡，授浙江新昌县县丞。孫張堯中、張堯采。